# Жигмунд Палффі
Жигмунд Палффі (словац. Žigmund Pálffy; 5 травня 1972, м. Скалиця, ЧССР) — словацький хокеїст, правий нападник. Виступає за ХК «36 Скалиця» у Словацькій Екстралізі.

## Ігрова кар'єра
Вихованець хокейної школи ХК «36 Скалиця». Виступав за ХК «Нітра», «Дукла» (Тренчин), «Солт-Лейк Голден Іглз» (ІХЛ), «Денвер Гріззліз» (ІХЛ), «Нью-Йорк Айлендерс», ХК «36 Скалиця», «Лос-Анджелес Кінгс», «Славія» (Прага), «Піттсбург Пінгвінс».
У складі національної збірної Чехословаччини (1991) провів 11 матчів (1 гол). У складі національної збірної Словаччини провів 74 матчі (37 голів); учасник зимових Олімпійських ігор 1994, 2002 і 2010, учасник чемпіонатів світу 1996, 1999, 2002, 2003 і 2005, учасник Кубка світу 1996. У складі молодіжної збірної Чехословаччини учасник чемпіонатів світу 1991 і 1992.

## Досягнення
- Чемпіон світу 2002
- Бронзовий призер чемпіонату світу 2003
- Бронзовий призер молодіжного чемпіонату світу 1991
- Чемпіон Чехословаччини 1992
- Найкращий новачок чемпіонату Чехословаччини 1991
- Найкращий бомбардир і снайпер чемпіонату Чехословаччини 1992
- Найкращий бомбардир і асистент чемпіонату Чехословаччини 1993
- Найкращий бомбардир і асистент Олімпійських ігор 1994
- Найкращий бомбардир чемпіонату світу 2003
- Найкращий бомбардир чемпіонату Словаччини 2008, 2009, 2012 і 2013
- Найкращий снайпер чемпіонату Словаччини 2009
- Найкращий асистент чемпіонату Словаччини 2012
- Найкращий бомбардир і асистент плей-оф чемпіонату Словаччини 2008
- Найкращий бомбардир і снайпер плей-оф чемпіонату Словаччини 2009
- Увійшов до символічної збірної чемпіонату Словаччини 2008, 2009, 2010, 2012 і 2013
- Учасник матчу всіх зірок НХЛ 1997, 1998, 2001 і 2002